# Ratpenat de dits llargs del Mont Nimba
El ratpenat de dits llargs del Mont Nimba (Miniopterus nimba) és una espècie de ratpenat de cova. Viu a Guinea i Libèria. El seu hàbitat natural són les coves situades en boscos, on viu a altituds d'entre 720 i 970 msnm, tot i que baixa fins a 500 msnm per cercar aliment. És força gros en comparació amb altres espècies del mateix gènere. Té el pelatge de color xocolata fosc a la part superior i una mica més pàl·lid a la inferior. El seu nom específic, nimbae, significa 'del Nimba' en llatí.